# Maigo Zawa
Maigo Zawa (japanisch 迷子沢 ‚Verirrtes-Kind-Tal‘) ist ein flaches Tal auf der Ost-Ongul-Insel in der Inselgruppe Flatvær vor der Prinz-Harald-Küste des ostantarktischen Königin-Maud-Lands. Es liegt auf der Westseite des Miharashi Peak.
Japanische Kartographen kartierten es anhand von Vermessungen und Luftaufnahmen aus den Jahren zwischen 1957 und 1962. Sie benannten es 1963 so, nachdem vier Mitglieder eines japanischen Forschungsteams hier 1960 infolge eines Schneesturms ein Biwak hatten errichten müssen.